# Kids in America (film)
Pour les articles homonymes, voir Kids in America.
Pour plus de détails, voir Fiche technique et Distribution.
Kids in America est en film américain réalisé par Josh Stolberg et sorti en 2005. Le film est inspiré d'une histoire vraie.

## Synopsis
Un groupe de sept lycéens, encouragés par leur professeur, luttent contre leur principale qui abuse de son pouvoir pour pouvoir restreindre la liberté d'expression au sein de l'établissement et contre l'hypocrisie de l'administration.

## Fiche technique
- Costumes : Nikoya Gonzalez, Jessica Lopez et Mai-Lei Pecorari
- Montage : Tracy Curtis
- Musique : BC Smith
- Langue : anglais
- Format : couleur - 1,85:1

## Distribution
- Gregory Smith (VF : Christophe Hespel) : Holden Donovan
- Stephanie Sherrin : Charlotte Pratt
- Chris Morris : Chuck McGreen
- Caitlin Wachs : Katie Carmichael
- Emy Coligado : Emily
- Crystal Celeste Grant : Walanda Jerkins
- Alex Anfanger : Lawrence
- Julie Bowen : Principal Donna Weller
- Malik Yoba : Will Dracker
- Charles Shaughnessy: Sergent Carmichael
- Nicole Richie: Kelly Stepford
- Tim Griffin : Tony